# نيد بروكس
نيد بروكس (بالإنجليزية: Ned Brooks)‏ هو صحفي أمريكي، ولد في 13 أغسطس 1901 في كانساس سيتي في الولايات المتحدة، وتوفي في 1969 في ماريلند في الولايات المتحدة.